# Theodor Beza

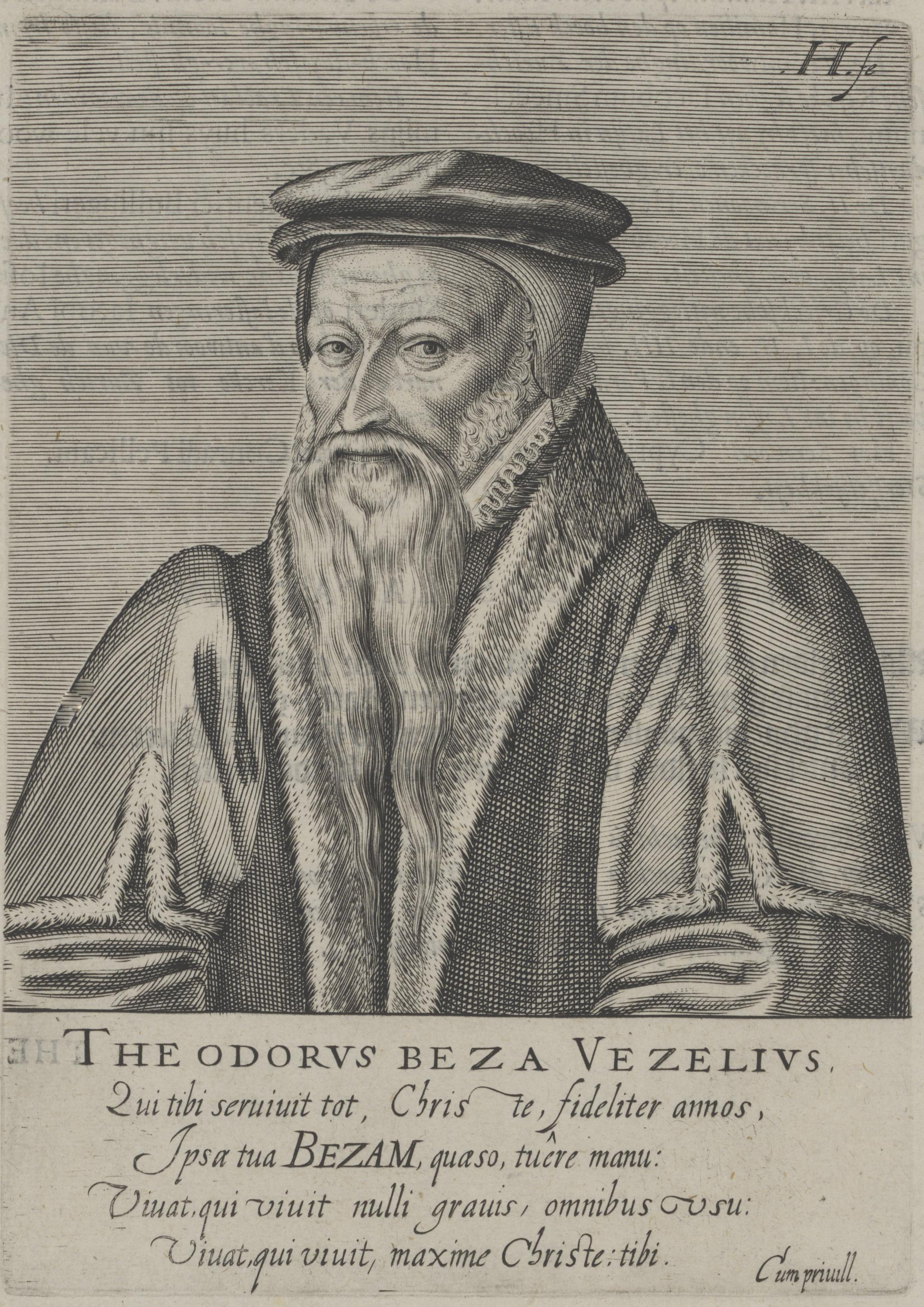
Theodor Beza

Theodor Beza (även Théodore de Bèze, Théodore Beza), född 24 juni 1519, död 13 oktober 1605, var en fransk reformert teolog och Jean Calvins efterträdare.
Beza föddes i Vezelay i Burgund, och studerade i Orléans där han tog en licentiatexamen i juridik 1539. Han uppehöll sig därefter i Paris där han vann rykte som skald och humanist. Efter inre strider bröt Beza med sitt tidigare liv, blev protestant och reste 1548 till Genève. Han blev därefter professor i grekiska i Lausanne 1549-1558 och i teologi i Genève från 1558. 
Efter Calvins död 1564 blev han den främste ideologen i den inflytelserika akademin i Genève. Beza deltog i religionssamtalet i Poissy 1561, där han förde protestanternas talan mot katolikerna, och tog även i bruk för politiska underhandlingar. Bezas betydelsefullaste skrifter är hans biografi över Calvin, Vita Calvini, den politiksak De jure magistratum, och hans kritiska upplaga av Nya testamentet och de rimmade översättningarna av Psaltaren.
Han tolkade Davidspsalmen nummer 42 till franska 1551, vilken 1573 översattes till tyska av Ambrosius Lobwasser. Haquin Spegel utgick från den tyska översättningen för sin tolkning till svenska 1694. I 1819 års psalmbok hade psalmen nummer 460.

## Psalmer
- Såsom hjorten träget längtar (1695 nr 53, 1937 nr 358).